# Gustave Catois
Pour les articles homonymes, voir Catois.
Gustave Catois, est un instituteur et un homme politique français. Il a notamment été adjoint du maire du Mans.

## Biographie
Gustave-Louis Catois est né le 12 avril 1863 à Villepail (Mayenne) et décédé au Mans en octobre 1930. C’est un activiste anticlérical, instituteur à Sainte-Gemme-le-Robert et Évron, directeur de l’association amicale des instituteurs et institutrices laïques de la Mayenne. Franc-maçon, il participe à la Loge Volney.
Il est l’auteur de plusieurs ouvrages historiques et d’un manuel de morale laïque mis à l’Index par les évêques de France en 1909. Il devient adjoint au maire du Mans, et président de la Libre pensée du Mans. Correspondant occasionnel de l'Abbé Angot pour les recherches historiques, il s'opposera à lui dans sa perception du rôle de la Révolution française dans l'éducation.